# ジーナ G
ジーナ G（Gina G、1970年8月3日 - ）は、オーストラリア・ブリスベン出身の女性ポップ歌手である。

## 概要
イギリスを中心に活動。
1990年代の中頃に、「ジャスト・ア・リトル・ビット (Ooh Aah... Just a Little Bit)」が大ヒットし、全英シングルチャートで1位を獲得するなど、世界中でその名が知られることになった。フジテレビ系列で深夜に放送されていた音楽番組『BEAT UK』のUKシングルチャートでもNo.1を獲得。
1996年のユーロビジョン・ソング・コンテスト1996では、イギリス代表として、彼女の「ジャスト・ア・リトル・ビット」が選ばれ出場。